# تسپیس

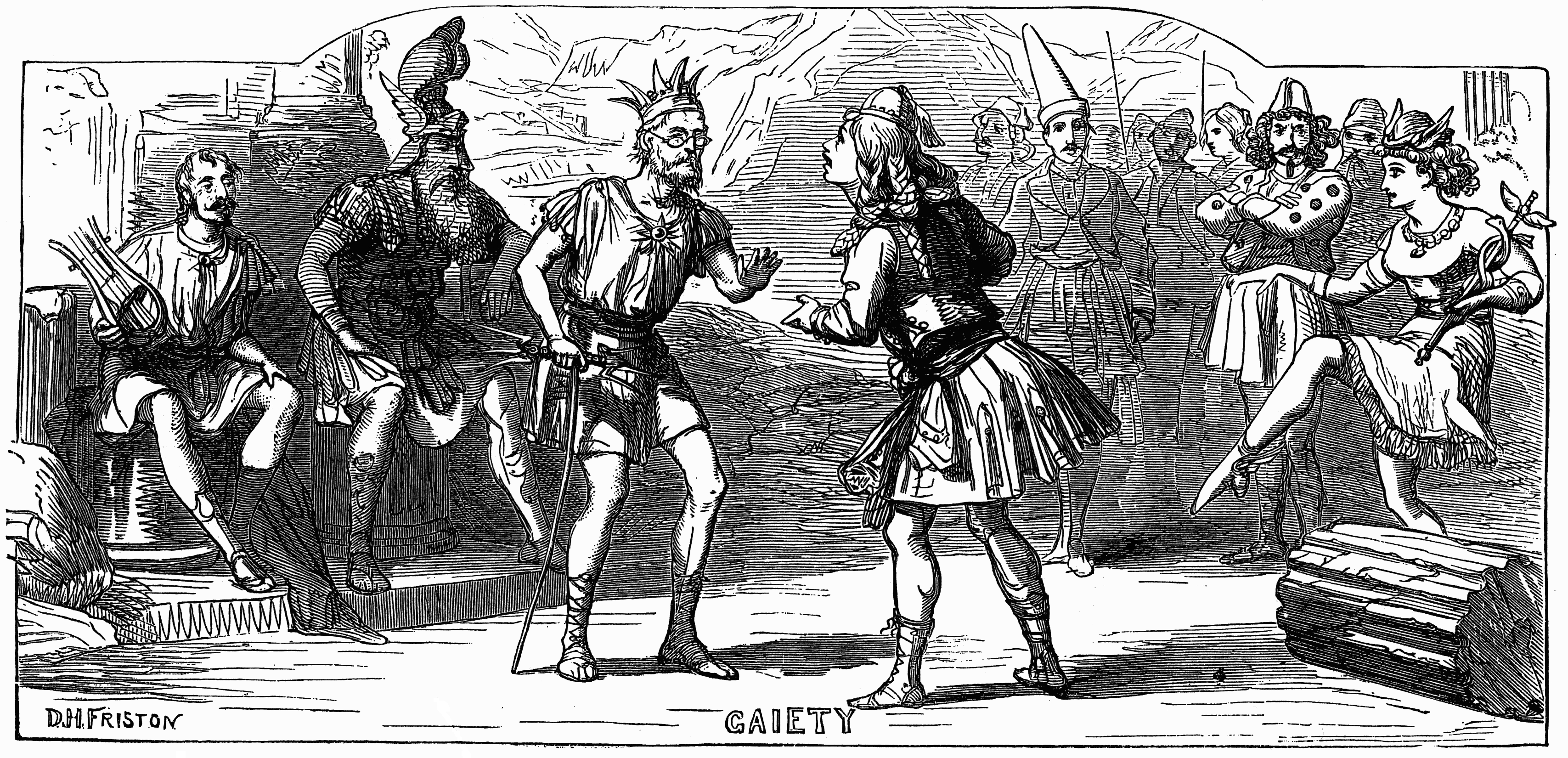
نمایش تسپیس، لندن،۶ ژانویهٔ ۱۸۷۲؛ بازیگر نقش تسپیس چهارمین تن از سوی چپ است.

تِسپیس (به یونانی: Θέσπης) کسی است که ادعا شده که نخستین هنرپیشهٔ تئاتر بوده‌است. برخی منابع وی را نخستین هنرپیشه در کنار گروه همسرایان می‌دانند. درستی این ادعا در ابهام است. وی در سدهٔ ششم پیش از میلاد می‌زیسته‌است.
ارسطو نزدیک به دو سده پس از وی می‌نویسد که او خوانندهٔ دیترامب بوده‌است. پنداشته‌می‌شود که او شیوه تازه‌ای را بنیاد نهاده‌باشد که برپایهٔ آن هر خواننده کاراکتر منحصر به فردی را با بهره‌گیری از نقاب به نمایش درمی‌آورده‌است. این شیوه تازه تراژدی خوانده می‌شده و تسپیس نامدارترین نمایندهٔ آن است. در ۵۳۴ (پیش از میلاد) در آتن تسپیس در نخستین رقابت برای بهترین تراژدی برنده می‌شود.
احتمال داده می‌شود که کلیت داستان و شخصیت تسپیس افسانه‌ای بیش نباشد.